# 国际女童日
国际女孩日（英語：International Day of the Girl Child），这一主题日确认女孩的各项权利，希望为女童提供更多的机会，并提高全世界对于女孩面临的不平等待遇，以期提高女孩在营养方面的待遇。2011年12月19日，联合国大会通过66/170号决议，宣布每年的10月11日为国际女孩日。

## 背景
国际女孩日的目的是要提昇有關全世界女孩相關議題的重視。有些全世界的發展計劃未將女孩考慮在內，忽視了女孩相關問題。依照美國國際開發署USAID的資料，2014年時全世界仍有超過6200萬名女孩沒有接受教育。若考慮全世界5到14歲的女孩和男孩，女孩花在的家務上的時間比同年齡的男孩多，所有女孩花在家務上的總時間比男孩多了1.6億個小時。全球約有四分之一的女性是在18歲之前結婚。2016年10月11日，身為聯合國女性親善大使的艾玛·沃森呼籲世界各國、各個家庭終止童婚，因为全世界有許多女孩因此受到侵害，而犯罪嫌疑人不會受到任何懲罰。
国际女孩日不止關注女孩面臨的議題，也關注這些議題解決後可能带来的影響。例如，女孩的教育可以減少女童童婚及疾病的比例，也讓女性未來可以拥有收入較高的工作，強化其謀生能力。

## 历年主题
| 年份   | 主题                           | 英文主题                                                  |
| ------ | ------------------------------ | --------------------------------------------------------- |
| 2012年 | 结束童婚                       | Ending Child Marriage                                     |
| 2013年 | 为女童教育创新                 | Innovating for Girls' Education                           |
| 2014年 | 赋权少女，终止暴力循环         | Empowering Adolescent Girls: Ending the Cycle of Violence |
| 2015年 | 女青少年的力量：展望2030年     | The Power of the Adolescent Girl: Vision for 2030         |
| 2016年 | 可持续发展目标17               | Sustainable Development Goals                             |
| 2017年 | 培力與賦權女童                 | EmPOWER Girls: Before, during and after crises            |
| 2018年 | 与她同行：帮助女童培养工作技能 | With Her: A Skilled GirlForce                             |
| 2019年 | 女力：跳脫框架且銳不可擋！     | GirlForce: Unscripted and Unstoppable                     |
| 2020年 | 我的声音，我们平等的未来       | My Voice, Our Equal Future                                |
| 2021年 | 寫出她的故事                   | Digital generation. Our generation.                       |
| 2022年 | 女孩大聲說                     | Girls Speak Up.                                           |